# Liste der Kulturgüter in Rümlingen
Die Liste der Kulturgüter in Rümlingen enthält alle Objekte in der Gemeinde Rümlingen im Kanton Basel-Landschaft, die gemäss der Haager Konvention zum Schutz von Kulturgut bei bewaffneten Konflikten, dem Bundesgesetz vom 20. Juni 2014 über den Schutz der Kulturgüter bei bewaffneten Konflikten sowie der Verordnung vom 29. Oktober 2014 über den Schutz der Kulturgüter bei bewaffneten Konflikten unter Schutz stehen.
Objekte der Kategorien A und B sind vollständig in der Liste enthalten, Objekte der Kategorie C fehlen zurzeit (Stand: 1. Januar 2023).

## Kulturgüter
| Foto | | Objekt                                                                                                | Kat. | Typ | Standort                                             | Beschreibung |
| ---- | --- | --- | ---- | --- | ---------------------------------------------------- | ------------ |
| ja   | Datei hochladen · Wikidata zu Eisenbahnviadukt Rümlingen (Q19362783)                                                             | Eisenbahnviadukt KGS-Nr.: 01520                                                                       | A    | G   | Häfelfingerstrasse 631071 / 252680                   |              |
| ja   | Datei hochladen · Wikidata zu Evangelisch-reformierte Kirche mit Pfarrhaus und Zehntenspeicher (ehemaliges Beinhaus) (Q29681627) | Evangelisch-reformierte Kirche mit Pfarrhaus und Zehntenspeicher (ehemaliges Beinhaus) KGS-Nr.: 01521 | B    | G   | Dorfstrasse 8 / Häfelfingerstrasse 5 630989 / 252689 |              |
| ja   | Datei hochladen · Wikidata zu Ehemalige Mühle (Q29681610)                                                                        | Ehemalige Mühle KGS-Nr.: 12205                                                                        | B    | G   | Hauptstrasse 22 630898 / 252631                      |              |